# اس‌ای‌اس دراکنبرگ (ای۳۰۱)
اس‌ای‌اس دراکنبرگ (ای۳۰۱) (به انگلیسی: SAS Drakensberg (A301)) یک کشتی است که طول آن ۱۴۷ متر (۴۸۲ فوت) می‌باشد. این کشتی در سال ۱۹۸۶ ساخته شد.